# پاسپانگا
پاسپانگا شهری در شهرستان زیمتنگا در استان بام در بورکینافاسوی شمالی است و جمعیت آن ۴۰۹ نفر است.